# Велоспорт на Всеафриканских играх 1995
Велоспорт на Всеафриканских играх 1995.

## Обзор
Соревнования прошли в конце сентября 1995 года в Хараре, столице Зимбабве. Программа Игр включала только дисциплины шоссейного велоспорта — групповую гонку, индивидуальную гонку с раздельным стартом и командную гонку с раздельным стартом. Было разыграно три комплекта медалей. Все среди мужчин.
По сравнению с предыдущими Играми программа соревнований расширилась за счёт включения в неё индивидуальной гонки.
Всего медали завоевали представители шести стран. Хозяева Игр взяли две медали, оставшись без наград высшей пробы. Представители ЮАР, впервые участвовавшие в Играх после падения апартеида в их стране, выиграли все три золотые медали.

## Медалисты

### Шоссе

#### Мужчины
| Дисциплина                                | Золото                                                               | Серебро               | Бронза                                                           |
| ----------------------------------------- | -------------------------------------------------------------------- | --------------------- | ---------------------------------------------------------------- |
| Групповая гонка                           | Вилли Энгельбрехт ЮАР                                                | Нордин Хаушин Алжир   | Марк Марабини Зимбабве                                           |
| Индивидуальная гонка с раздельным стартом | Малькольм Ланге ЮАР                                                  | Мэнни Хейманс Намибия | Тимоти Джонс Зимбабве                                            |
| Командная гонка с раздельным стартом      | ЮАР Эндрю Маклин Малькольм Ланге Жак-Луис Ван Викк Вилли Энгельбрехт | Египет 0              | Тунис Мохамед Язид Карим Джендоуби Лемджед Белкадхи Самир Суисси |

## Медальный зачёт
*   Принимающая страна (Зимбабве)
| Место          | Страна         | Золото | Серебро | Бронза | Всего |
| -------------- | -------------- | ------ | ------- | ------ | ----- |
| 1              | ЮАР            | 3      | 0       | 0      | 3     |
| 2              | Алжир          | 0      | 1       | 0      | 1     |
| 2              | Египет         | 0      | 1       | 0      | 1     |
| 2              | Намибия        | 0      | 1       | 0      | 1     |
| 5              | Зимбабве*      | 0      | 0       | 2      | 2     |
| 6              | Тунис          | 0      | 0       | 1      | 1     |
| Всего стран: 6 | Всего стран: 6 | 3      | 3       | 3      | 9     |